# Beja (Bồ Đào Nha)
Beja (phát âm tiếng Bồ Đào Nha: [bɛʒɐ]) là một huyện thuộc tỉnh Beja, Bồ Đào Nha. Huyện này có diện tích 1147 km², dân số thời điểm năm 2001 là 35762 người. Dân số thành thị là 21.658 người.
Thành phố bao gồm 18 giáo xứ, và là thủ phủ của Beja. Thị trưởng hiện nay là Francisco Santos, được bầu bởi Liên minh Dân chủ Unitariaa. Không quân Bồ Đào Nha có một căn cứ không quân trong khu vực - Căn cứ không quân số 11.
Tọa lạc trên một ngọn đồi (277 m), chỉ huy một vị trí chiến lược trong vùng đồng bằng rộng lớn của Alentejo Baixo, Beja từng là một vị trí quan trọng trong thời cổ đại. Đã có người ở trong thời Celtic, thị xã, sau đó được đặt tên là Pax Julia Julius Caesar trong 48 trước Công nguyên, khi ông thực hiện hòa bình với những người Lusitania. Ông đã phát triển thị xã thành thủ đô của các tỉnh cực nam của Lusitania (Santarém và Braga là các thủ đô khác của conventi). Trong suốt triều đại của hoàng đế Augustus thị trấn thịnh vượng trở thành "Pax Augusta". Lúc đó nó đã nằm ở một ngã ba đường chiến lược.